# یانگ (دهانه)
یانگ یک دهانه برخوردی در ماه‌ است.

## دهانه‌های اقماری
این دهانه ۷ دهانه اقماری دارد.
| Young | عرض جغرافیایی | طول جغرافیایی | قطر          |
| ----- | ------------- | ------------- | ------------ |
| A     | ۴۱.۱° S       | ۵۱.۲° E       | ۱۳.۰ کیلومتر |
| C     | ۴۱.۵° S       | ۴۸.۲° E       | ۳۰.۰ کیلومتر |
| B     | ۴۰.۹° S       | ۵۰.۶° E       | ۷.۰ کیلومتر  |
| D     | ۴۳.۵° S       | ۵۱.۸° E       | ۴۶.۰ کیلومتر |
| F     | ۴۴.۸° S       | ۵۱.۸° E       | ۲۳.۰ کیلومتر |
| S     | ۴۳.۳° S       | ۵۳.۹° E       | ۱۱.۰ کیلومتر |
| R     | ۴۲.۴° S       | ۵۵.۴° E       | ۹.۰ کیلومتر  |